# Mikkel Kallesøe
Mikkel Kallesøe Andreasen (ur. 20 kwietnia 1997 w Lemvig) – duński piłkarz grający na pozycji pomocnika w Randers FC.

## Kariera klubowa
Treningi piłki nożnej rozpoczął w wieku pięciu lat w Lemvig GF, skąd trafił do Holstebro BK. W czerwcu 2012 został zawodnikiem Randers FC, z którym podpisał dwuletni kontrakt młodzieżowy. W styczniu 2014 podpisał trzyletni kontrakt z pierwszą drużyną obowiązujący od sezonu 2014/2015. Debiut w pierwszym zespole zaliczył 26 października 2014 w wygranym 3:0 meczu z Odense BK. We wrześniu 2016 przedłużył kontrakt z klubem do 2020 roku. W sierpniu 2017 został wypożyczony do Viborg FF.

## Kariera reprezentacyjna
Młodzieżowy reprezentant Danii w kadrach od U-16 do U-20.